# Coral Universitària
La Coral Universitat de les Illes Balears, popularment coneguda com a Coral Universitària és una agrupació musical fundada a Palma el 1977 pel seu director Joan Company Florit i per un grup de professors i estudiants de la Universitat de les Illes Balears.
És composta per setanta cantaires i el seu repertori abasta tot el camp de la literatura coral universal, amb atenció especial a l'obra dels compositors mallorquins. Ha fet concerts a diverses comunitats autònomes i a Bèlgica, Àustria, Hongria i Suïssa. El 1979, obtengué el primer i segon premis a l'XI Certamen de Cançó i Polifonia Basques per a masses corals (Tolosa, País Basc). Ha enregistrat tres discs, Encontre de Compositors Mallorquins II (1980), Música Coral Mallorquina I (1982) i Música de Compositors Mallorquins (1985). Ha realitzat el muntatge d'obres simfòniques i ha fet col·laboracions amb diverses orquestres simfòniques com la de Balears, la de Barcelona i la d'Astúries.
És membre fundador de la Federació de Corals de Mallorca. Pertany a l'Aula de la Música de la Universitat de les Illes Balears i a la Federació Europea de Joves Corals. El 2002 va rebre el Premi Ramon Llull.